# Корабі (футбольний клуб)
«Корабі» (алб. Korabi) — албанський футбольний клуб з міста Пешкопія, який виступає у Суперлізі Албанії. Домашні матчі проводить на стадіоні «Корабі», що вміщає 6 000 глядачів.

## Історія
Заснований 1930 року під ім'ям «Башкімі Дібран», але у 1944 році на деякий час був розпущений, і знову відтворений у 1945 році під ім'ям «Шкодерія Спортів Корабі». 1949 року клуб був перейменований в ФК «Пешкопія», а 1958 року отримав сучасну назву «Корабі». У 1963 році клуб вперше в історії вийшов до Суперліги Албанії, але відразу зайняв останнє місце і покинув елітний дивізіон. 
У період з 1963 по 2004 рік грав у другому за рівнем дивізіоні країни, а у 2004—2015 роках — у третьому. У сезоні 2014/15 «Корабі» зайняло перше місце та вийшло до Першої ліги, де в першому ж сезоні також виграли свою групу та повернулись до албанської Суперліги після 54 річної відсутності.
Після їх повернення у вищий дивізіон клубу головний тренер Дрітан Мехметі покинув клуб разом зі своїм тренерським штабом, а 11 липня 2016 року було оголошено , що колишній гравець «Корабі» Пешкопія Артан Мерг'їші буде головним тренером у сезоні 2016/17. Через те, що стадіон «Корабі» не відповідав критеріям ліцензування для албанської Суперліги, увесь сезон 2016-17 клуб повинен був грати за закритими двері. Проте 16 липня було досягнута згоди зі столичним клубом «Тирана», який дозволив пешкопській команді наступний сезон проводити на їх домашній арені «Сельман Стармасі».